# Saga Vanninen
Saga Vanninen (ur. 4 maja 2003 w Tampere) – fińska lekkoatletka, wieloboistka i płotkarka, złota medalistka halowych mistrzostw świata i Europy (2025) w 5-boju.

## Kariera sportowa
W lipcu 2021 w Tallinie została Mistrzynią Europy Juniorek w 7-boju, pokonując Sofie Dokter i Marie Dehning. Miesiąc później w Nairobi została również mistrzynią świata juniorek, wyprzedzając Pippi Lottę Enoki i Szabinę Szűcs. Na Mistrzostwach Świata Juniorów w Cali w 2022 Vanninen obronił tytuł w 7-boju. Dzięki temu została trzecią 7-boistką, po Svetli Dimitrovej i Carolinie Klüft, która 2-krotnie zdobyła tytuł mistrzyni świata juniorek. Na Mistrzostwach Europy U23 w 2023 zdobył złoty medal, wyprzedzając Dokter i Enoki. Na Mistrzostwach Świata w Budapeszcie zajął 9. miejsce z dorobkiem 6289 pkt. Na Halowych Mistrzostwach Świata w Glasgow w 2024 Vanninen zdobył srebrny medal w 5-boju, uzyskując najlepszy wynik Finlandii – 4677 pkt za Noorem Vidtsim.

## Rekordy życiowe

### 7-bój (stadion)
- bieg na 100 m pł.: 13,34 s (2 czerwca 2023, Jämsänkoski)
- skok wzwyż: 1,80 m (27 maja 2023, Götzis)
- kula: 15,36 m (13 czerwca 2023, Espoo)
- bieg na 200 m: 24,30 s (17 czerwca 2023, Kuortane)
- skok w dal: 6,43 m (28 maja 2023, Götzis)
- oszczep: 49,22 m (19 sierpnia 2021, Nairobi)
- bieg na 800 m: 2:17,91 s (28 maja 2023, Götzis)

### 5-bój (hala)
- bieg na 60 m pł.: 8,25 s (19 lutego 2023, Helsinki)
- skok wzwyż: 1,79 m (1 marca 2024, Glasgow)
- kula: 16,12 m (18 lutego 2023, Helsinki)
- skok w dal: 6,41 m (1 marca 2024, Glasgow)
- bieg na 800 m: 2:20,54 s (1 marca 2024, Glasgow)